# Moussa Ouattara
Moussa Boureïma Ouattara (ur. 31 grudnia 1981 w Bobo-Dioulasso) – burkiński piłkarz występujący na pozycji obrońcy.

## Kariera klubowa
Ouattara seniorską karierę rozpoczynał w 1997 roku w klubie Racing Bobo-Dioulasso. W 1998 roku przeszedł do ASFA Yennega Wagadugu. W 1999 roku oraz w 2002 roku zdobył z nim mistrzostwo Burkiny Faso. W 2002 roku zdobył z nim także Superpuchar Burkiny Faso. W tym samym roku odszedł do francuskiego zespołu Tours FC występującego w Championnat National. Spędził tam rok, a w 2003 roku został graczem ekipy US Créteil-Lusitanos z Ligue 2. Występował tam przez 2 lata. W tym czasie rozegrał tam 25 ligowych spotkań.
W 2005 roku Ouattara podpisał kontrakt z Legią Warszawa. W Ekstraklasie zadebiutował 28 sierpnia 2005 roku w zremisowanym 1:1 meczu z Cracovią. 9 kwietnia 2006 roku w wygranym 2:0 pojedynku z Polonią Warszawa strzelił pierwszego gola w lidze polskiej. W 2006 roku zdobył z Legią mistrzostwo Polski.
Latem 2006 roku Ouattara odszedł do niemieckiego zespołu 1. FC Kaiserslautern grającego w 2. Bundeslidze. W tych rozgrywkach zadebiutował 11 sierpnia 2006 roku w wygranym 1:0 spotkaniu z Rot-Weiss Essen. 5 listopada 2006 roku w zremisowanym 1:1 meczu z ekipą MSV Duisburg zdobył pierwszą bramkę w 2. Bundeslidze. W Kaiserslautern spędził 4 lata.
W 2010 roku Ouattara został graczem Fortuny Kolonia z Oberligi Nordrhein-Westfalen. Następnie grał w SV Schermbeck i DSC Wanne-Eickel.

## Kariera reprezentacyjna
W reprezentacji Burkiny Faso Ouattara zadebiutował w 1999 roku. W 2004 roku został powołany do kadry na Puchar Narodów Afryki. Zagrał na nim we wszystkich 3 meczach swojej drużyny, z: Senegalem (0:0), Mali (1:3) oraz Kenią (0:3). Z tamtego turnieju zespół Burkiny Faso odpadł po fazie grupowej.
W 2010 roku ponownie wziął udział w Pucharze Narodów Afryki. Tym razem reprezentacja Burkiny Faso również zakończyła turniej na fazie grupowej.